# Yves de Daruvar
Pour la ville, voir Daruvar.
Yves de Daruvar (en hongrois, daruvári Kacskovics Imre), né le 31 mars 1921 à Constantinople (Turquie) et mort le 28 mai 2018 à Clamart (France), est un militaire et haut fonctionnaire français.
Il est compagnon de la Libération, dernier représentant vivant à la fin de sa vie issu de la 2e Division blindée du général Leclerc.

## Biographie

### Famille et études
Yves Djemschid Imre de Daruvar est le fils d'un ancien officier de l'armée austro-hongroise, issu d'une vieille famille magyare, et d'une mère austro-française, secrétaire à l'ambassade d'Iran en France.
Il dit avoir été, à 16 ans, « fasciné par l'Allemagne de Hitler ». Il « vire sa cuti » après avoir lu Dieu est-il Français ? de Friedrich Sieburg.
Il devient interne au lycée Janson-de-Sailly, puis au Lycée Louis-le-Grand, et il se destine à tenter le concours de l'École coloniale lorsqu'éclate la guerre. Il n'y est finalement reçu qu'en octobre 1940 alors qu'il est déjà loin. En juin 1940, n'étant pas de nationalité française, il n'est pas admis à s'engager, et on lui conseille de rejoindre plutôt Bordeaux. Il s'y rend alors à vélo, le trajet durant du 12 au 15 juin 1940.

### Engagement
Une fois arrivé, il cherche à gagner le Maroc pour s'y engager.
Il embarque clandestinement le 21 juin 1940 à Saint-Jean-de-Luz sur le Batory, convoyant des soldats polonais en Angleterre. C'est à Londres qu'il s'engage dans les Forces françaises libres le 1er juillet 1940.
D'abord affecté au bataillon de chasseurs de Camberley, il débarque à Pointe-Noire en juin 1941. Il rejoint le régiment de tirailleurs sénégalais du Tchad (RTST) à Largeau et participe entre février et mars 1942 à la première campagne du Fezzan sous les ordres du général Leclerc. Il se distingue lors de la 2e campagne du Fezzan en prenant Gatroun. En 1943, il est des campagnes de Tripolitaine et de Tunisie, où il dirige des patrouilles nocturnes afin de collecter des renseignements sur les mouvements ennemis. Le 21 avril, au Djebel Garci, il est blessé à la tête, puis plus gravement aux jambes quatre jours plus tard. Hospitalisé à Héliopolis (Égypte), Yves de Daruvar interrompt son traitement pour rejoindre comme aspirant le Régiment de Marche du Tchad (RMT) pour ne pas être absent de la prochaine campagne de France, qui s'annonce proche. Il débarque en Normandie en août 1944, où, à sa demande, il prend le commandement de la 1re section de combat de la 10e compagnie du RMT. Sa section s'illustre notamment dans des combats à Ancelot. Le 24 août 1944, le lieutenant Yves de Daruvar est aux côtés du général Leclerc lorsque la 2e DB fait irruption dans Paris. Le 17 septembre, il est gravement blessé aux jambes, ce qui lui ne permet plus de poursuivre les combats.
Il est naturalisé français en novembre 1944.

### Après la guerre
À partir de 1945, il est membre de l’Association des écrivains combattants.
Après sa naturalisation, il suit des cours à l’École coloniale, où il en ressort major de sa promotion. Il profite d'une bourse pour étudier six mois aux États-Unis. Il entame ensuite une carrière au sein de l’administration coloniale (Madagascar, Mauritanie, Côte d’Ivoire et Cameroun). En 1947, il prend part à la « répression sanglante » de l'insurrection malgache de 1947. Il est ensuite nommé directeur par intérim de l'office du tourisme de l'Afrique-Occidentale française (dont le siège est à Dakar) de 1958 à 1959, puis secrétaire général de la Côte française des Somalis de 1959 à 1962. Du 22 mai 1962 au 15 février 1963, il occupe les fonctions de haut-commissaire de la République aux Comores.
Il intègre ensuite le Commissariat à l'énergie atomique en 1963 en tant qu'adjoint au chef des relations extérieures. Il y achève sa carrière professionnelle. Il prend sa retraite en 1981.
Il a appartenu au comité central de la Ligue internationale contre l'antisémitisme (LICA).
Il est nommé membre du conseil de l'ordre de la Libération par décret du 7 janvier 2007.

### Mort
Il meurt le 28 mai 2018 à Clamart, à l’âge de 97 ans, de vieillesse.

## Décorations
- Grand-croix de la Légion d'honneur (2015)[10]
- Compagnon de la Libération par décret du 17 novembre 1945
- Croix de guerre 1939–1945, palme de bronze (5 citations)
- Croix de guerre des Théâtres d'opérations extérieurs (1 citation)
- Médaille coloniale avec agrafes AFL, Koufra, Fezzan, Fezzan-Tripolitaine, Tunisie 1942-1943, Madagascar
- Insigne des blessés militaires
- Croix du combattant
- Croix du combattant volontaire de la guerre de 1939–1945
- Croix du combattant volontaire de la Résistance
- Médaille commémorative des services volontaires dans la France libre
- Médaille commémorative française de la guerre 1939–1945 avec agrafes Afrique, Libération
- Commandeur de l’ordre de l'Étoile d'Anjouan
- Commandeur de l'ordre de l'Étoile d'Anjouan

## Ouvrages
- De Londres à la Tunisie : carnet de route de la France libre  (préf. François Ingold), Paris, Charles-Lavauzelle, 1945, 230 + 165 (BNF 3419536, présentation en ligne)
- Le Destin dramatique de la Hongrie : Trianon ou la Hongrie écartelée, Paris, Albatros, 1971 (réimpr. 1989), 253 p. (BNF 35326142)